# بابونه آذربایجانی
بابونه آذربایجانی (نام علمی: Anthemis atropatana) نام یک گونه از سرده بابونه است.